# Distretto di Pallasca
Il distretto di Pallasca è un distretto del Perù nella provincia di Pallasca (regione di Ancash) con 2.624 abitanti al censimento 2007 dei quali 1.077 urbani e 1.547 rurali.
È stato istituito fin dall'indipendenza del Perù.